# Leptochelia longimana
Leptochelia longimana is een naaldkreeftjessoort uit de familie van de Leptocheliidae. De wetenschappelijke naam van de soort is voor het eerst geldig gepubliceerd in 1963 door Sueo M. Shiino.